# Église Saint-Michel d'Avermes
L'église Saint-Michel ou Notre-Dame-de-La-Salette est une église située à Avermes, en France.

## Localisation
L'église est située sur la commune d'Avermes, dans le département français de l'Allier.

## Historique
Sa construction remonte au XIXe siècle, initialement de 1871 à 1873. En 1892, Alfred Bertrand ajoute un escalier monumental de 53 marches permettant d'accéder à la façade de l'église depuis le pied de la colline et installe une statue de Notre-Dame de La Salette au pied de l'escalier. Michel Mitton construit en 1898 deux chapelles latérales. 
L'édifice est inscrit au titre des monuments historiques en 2003.